# Abbott and Costello in the Foreign Legion
Abbott and Costello in the Foreign Legion is een Amerikaanse komische film uit 1950 met Abbott en Costello.

## Verhaal
Abbott en Costello zijn in Algerije op zoek naar een worstelaar wie zij aan het promoten zijn. Sergeant Axmann brengt hen in het vreemdelingenlegioen waarna ze ontdekken dat Axmann samenwerkt met de boosaardige sjeik Hamud El Khalid.

## Rolverdeling
| Acteur             | Personage       |
| ------------------ | --------------- |
| Bud Abbott         | Bud Jones       |
| Lou Costello       | Lou Hotchkiss   |
| Walter Slezak      | Sgt. Axmann     |
| Douglass Dumbrille | Hamud El Khalid |